# Amphideutopus dolichocephalus
Amphideutopus dolichocephalus is een vlokreeftensoort uit de familie van de Kamakidae. De wetenschappelijke naam van de soort is voor het eerst geldig gepubliceerd in 1968 door Myers.